# 4,25 mm Liliput
Die 4,25 mm Liliput ist eine Zentralfeuerpatrone, die von einigen Taschenpistolen der 1920er Jahre verschossen wird. Sie wurde in Österreich von Franz Pfannl für dessen Erika-Pistole entwickelt und kam 1918 auf den Markt. Ihren Namen verdankt sie aber der Liliput-Pistole, der bekanntesten Waffe dieses Kalibers. Sie ist eine der kleinsten je kommerziell vertriebenen Patronen. Hersteller waren die Franz Pfannl Waffen und Munitionsfabrik und die Hirtenberger Patronenfabrik. Die 4,25-mm-Liliput-Patronen sind außer Produktion und inzwischen teure Sammlerobjekte. Die Hülse ist nicht wiederladbar.

## Andere Bezeichnungen
- 4.25 Liliput Auto
- 4.25 Erika Auto
- 4.25 A.C.P.
- 4,25x10 Liliput
- 4,25 mm Menz
- 17-Caliber

## Zitate
„Sie kann weder als effektiv für Selbstverteidigung noch für irgendeine Art des Jagens erachtet werden. Wie auch immer - sie würde Ratten und Mäuse auf kurze Distanz töten. Wie alle Mini-Patronen kann sie auf kurze Entfernung ernsthafte Verletzungen hervorrufen. Ihre hauptsächliche Anwendung hätte sie im Indoor-Übungsschießen, doch dafür ist sie zu selten und zu teuer.“